# Ендіміон

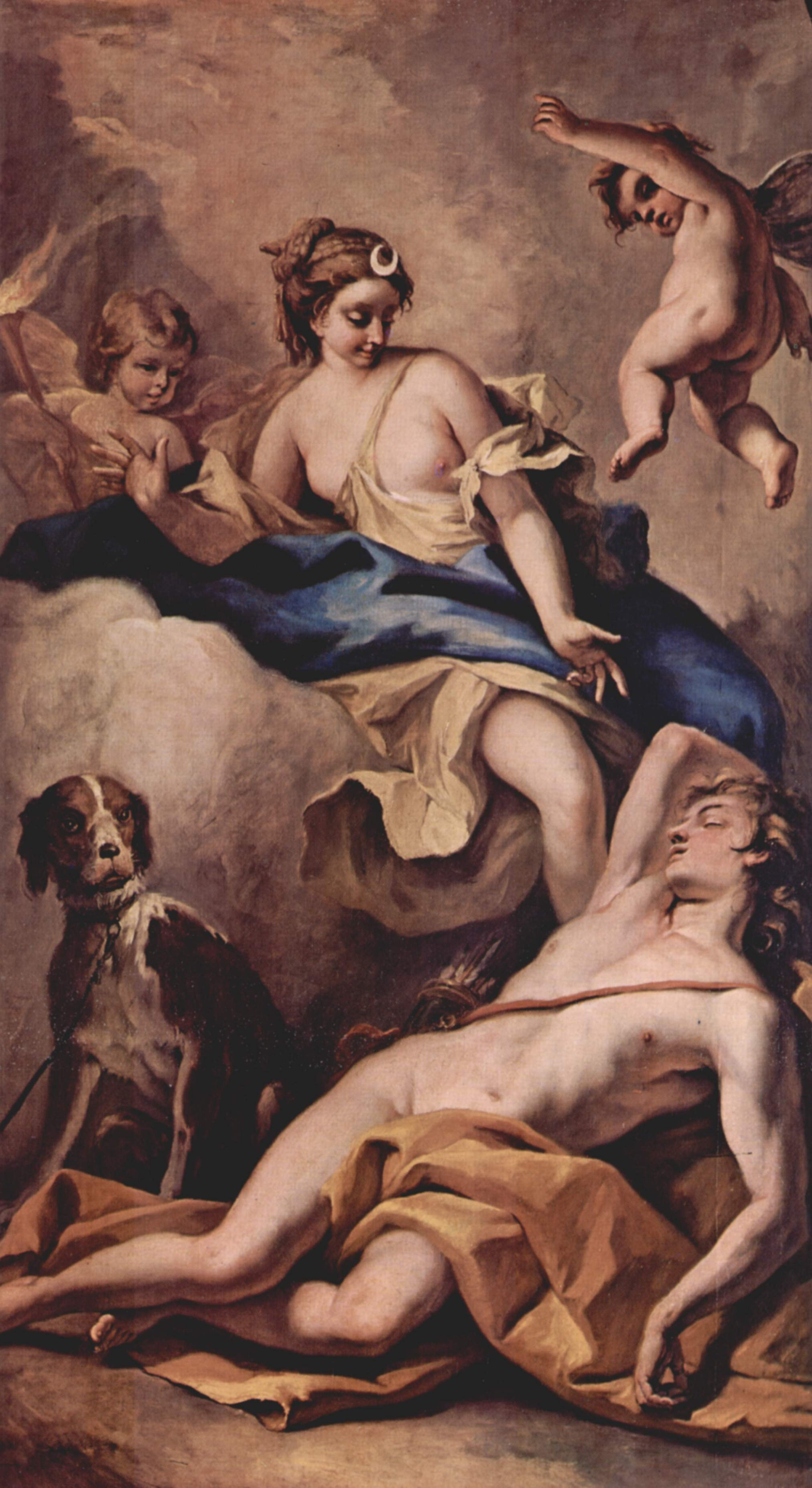
Селена й Ендіміон

Ендіміон (грец. Ενδυμίωνας) — син Етлія, надзвичайно вродливий юнак (пастух або мисливець), якого Зевс узяв на небо; запалав коханням до Гери, за що Громовержець покарав його вічним сном.
За іншою версією, Ендіміона приспала Селена, щоб поцілувати вродливого юнака, якого покохала. Ще одна версія розповідає, що Селена благала Зевса виконати будь-яке бажання Ендіміона, і той випросив собі вічний сон з безсмертям і юністю.
М. Мюллер в Ендіміоні вбачає Сонце, яке під кінець ночі зустрічається з Місяцем — Селеною. Культ Ендіміона існував в Еліді й Карії. За елейським міфом, від Ендіміона Селена народила 50 дочок. Окрім Селени можливо мав іще дружин — Гіперіппа, Астероїда, Хромія. 
Міф про Ендіміона пояснювали по-різному: його вважали генієм ночі, уособленням смерті. 50 Ендіміонових дочок ототожнювали з 50 місяцями, що входили до чотирирічного проміжку між Олімпійськими іграми.
Образ заснулого Ендіміона зустрічається в мистецтві (Ф. Щедрін та інші). Сон Ендіміона — синонім тривалого сну.
За однією з версій був сином Зевса від німфи Каліки, став царем Еліди, вигнав з Олімпії царя Клімена, а її приєднав до Еліди.
У «Правдивій історії» Лукіана Самосатського, Ендіміон зображений царем Місяця, який воює з Фаетоном, царем Сонця, за Ранішню зорю.